# Jota (Tanz)

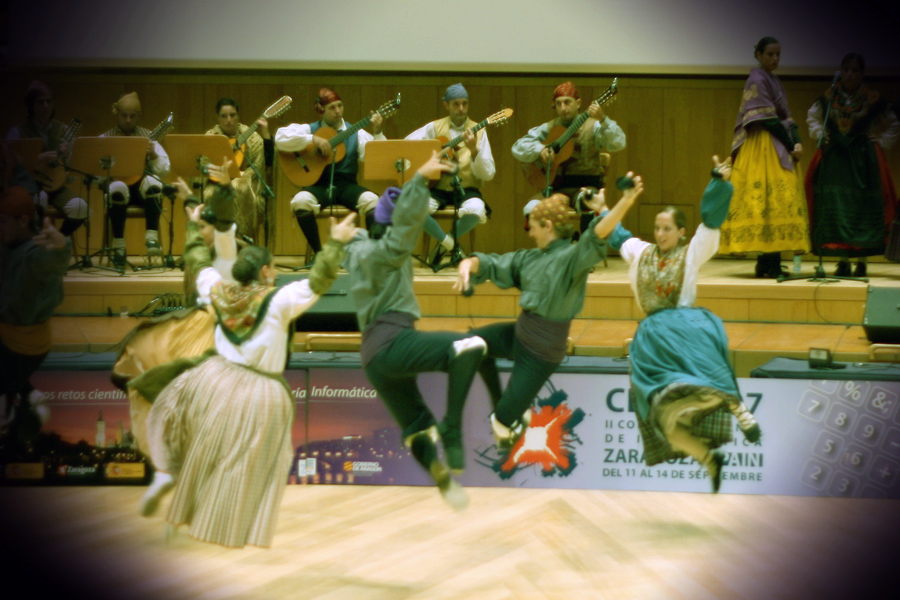
Jota-Tänzer

Die Jota (spanisch) ist eine populäre Lied- und Tanzgattung im Tripeltakt, die praktisch überall in Spanien beheimatet ist, wobei die aragonesischen und navarrensischen Jotas auch überregional die bekanntesten Varianten sind. In Valencia tanzte man früher die Jota bei Beerdigungen.
So vielfältig wie die Aufführungs- und Vortragsvarianten der Jota ist auch das Instrumentarium zur musikalischen Begleitung und zur Ausführung von oftmals virtuosen instrumentalen Einleitungen und Zwischenspielen. Neben der fast immer gegenwärtigen Gitarre kommen je nach Region auch Streich- und Blasinstrumente zum Einsatz, sowie in den nördlichen Provinzen auch Balginstrumente, wie die gaita gallega. Zur Kastagnettenbegleitung der Tanzenden gesellen sich meist weitere Perkussionsinstrumente, bei denen es sich auch um umfunktionierte Alltagsgegenstände, wie Mörser, Flaschen oder Viehglocken handeln kann.
Bei öffentlichen Aufführungen der Jota tragen Tänzer und Tänzerinnen meist die Tracht ihrer Region.
Die Themen der Liedtexte sind weitgefächert und reichen vom Patriotismus über sexuelle Anspielungen bis hin zur Religion. Vorherrschend ist eine Textform in achtsilbigen Vierzeilern, mit Assonanz der ersten und dritten Verszeile.
Die Musik der Jota wurde über Spanien hinaus auch in zahlreichen Kompositionen der Kunstmusik verwendet, so von Franz Liszt in seiner „Rhapsodie espagnole (Folies d'Espagne et Jota aragonesa)“ für Klavier aus dem Jahr 1858.